# Metriomantis pilosella
Metriomantis pilosella är en bönsyrseart som beskrevs av Giglio-tos 1915. Metriomantis pilosella ingår i släktet Metriomantis och familjen Mantidae. Inga underarter finns listade i Catalogue of Life.